# 2003 QD91
2003 QD91, também escrito como 2003 QD91, é um objeto transnetuniano que está localizado no Cinturão de Kuiper, uma região do Sistema Solar. Este corpo celeste é classificado como um cubewano. Ele possui uma magnitude absoluta de 7,3 e tem um diâmetro estimado com 175 km.

## Descoberta
2003 QD91 foi descoberto no dia 23 de agosto de 2003 pelo astrônomo Marc W. Buie.

## Órbita
A órbita de 2003 QD91 tem uma excentricidade de 0,029 e possui um semieixo maior de 43,074 UA. O seu periélio leva o mesmo a uma distância de 43,453 UA em relação ao Sol e seu afélio a 44,333 UA.